# 田桥镇
田桥镇，是中华人民共和国山東省菏泽市巨野县下辖的一个乡镇级行政单位。

## 行政区划
田桥镇下辖以下地区：
田桥村、西祝村、蒋庄村、梁阁村、朱烟墩村、车庄村、王土墩村、申张村、蔡芳村、段庄村、姚庄村、侯楼村、姚店村、王楼村、辛海村、泗兴屯村、邬南村、纪庄村、邬东村、陈庙村、邬西村、丁庄村、谢街村、赐固寺村、邬庄村、李海村、二郎庙村、赵庄村和东祝村。